# Філіп Капісода
Філіп Капісода (серб. Филип Каписода, 3 квітня 1987, Цетинє, СРЧ, Югославія — 16 березня 2010, Белград, Сербія) — чорногорська модель та колишній гандболіст, один з учасників сербського шоу Великий брат, у якому він дійшов до фіналу, зайнявши третє місце. Через свою привабливу зовнішність Капісода отримав пропозицію від дизайнера Рокко Барокко, але відхилив її, щоб зробити кар'єру в Чорногорії. Як учасник багатьох модних показів, Капісода отримав багато нагород. Він отримав визнання як найкраща модель Белградського тижня моди 2006. Капісода вбив свою дівчину Ксенію Пайчин, а потім покінчив життя самогубством.

## Смерть
16 березня 2010 року тіла Капісоди та його дівчини, 32-річної співачки Ксенії Пайчин, були знайдені в її квартирі в Белграді. В обох були вогнепальні поранення голови. Поліція підозрює вбивство-самогубство, де стрільцем був Капісода. Поліція була викликана в будинок кілька ночей раніше, оскільки сусіди повідомили про пару через те, що Капісода увірвався в квартиру Пайчін, вибивши двері. Ранні звіти розслідування стверджували, що трупи виявила мати співачки, а пістолет, з якого було скоєно вбивство, був знайдений поруч з тілом Капісоди. Вважається, що мотивом вбивства-самогубства стали ревнощі.
Його поховали 19 березня 2010 року в Цетинє, за день до похорону Пайчин. На його похоронах були присутні його брат, гандболіст Петар Капісода та його друг, співак Гога Секулич.